# Jonathan Gómez
Jonathan Germán Gómez Mendoza (ur. 1 września 2003 w North Richland Hills) – amerykański piłkarz pochodzenia meksykańskiego występujący na pozycji lewego obrońcy, reprezentant Stanów Zjednoczonych i były reprezentant Meksyku, od 2024 roku zawodnik greckiego PAOK.
Jest synem meksykańskich imigrantów. Jego brat Johan Gomez również jest piłkarzem.